# Торета-Манфредонија (Бриндизи)
Торета-Манфредонија (итал. Torretta-Manfredonia) је насеље у Италији у округу Бриндизи, региону Апулија.
Према процени из 2011. у насељу је живело 351 становника. Насеље се налази на надморској висини од 63 м.